# アップアンドアップス
アップアンドアップスは、日本の声優プロダクション。声優、俳優、ナレーター、MCのマネジメントを行う。

## 概要
かつてぷろだくしょんバオバブに長年所属したのち、フリーで活動していた声優の松井菜桜子が2013年1月に立ち上げた声優プロダクション。
「声優事務所」「声優キャスティング」「スタジオ運営」の3つの柱で事業を展開する。
公式Twitterアカウントのアイコンは、麻宮騎亜がデザインした「あっぷあっぷしながら空を見上げる魚」のイラストが使用されている。

## 所属声優
※2024年10月時点
- 松井菜桜子（代表）
- 大久保ちか
- 喜多かりん
- 夏怜
- 戸板優衣
- 音代雪里
- 中山和久
- よねざわたかし

### 準所属
- ふなきかなみ
- 桜沢優花
- 黒嶋琢人
- 保坂俊行
- 岩永悠平

### 預かり
- 稲葉純弥
- 暮沢知紘

## 作品一覧
※情報公開に制限のない一部の作品のみ。

### アニメ
- 彼岸島X - 声優キャスティング

### ゲーム
- 女子プロレス 大戦リングドリーム - 声優キャスティング
- 英雄クロニクル - 声優キャスティング
- なまはむ - 歌唱、声優キャスティング
- ロッカー男子 - 声優キャスティング
- 東京放課後サモナーズ - スタジオ協力

### その他
- ドラマCD「ドリームハンター麗夢」 - 制作、企画、声優キャスティング
- VRキャスターAlice - 声優キャスティング
- ラジオ「705R-FM」 - 制作

## かつて所属していた声優
- 牛木理人（フリー）
- 吉成由貴（現所属：キャトルステラ）
- 西岡賢吾（引退）
- 平出まどか（フリー）
- 有元勇輝（現所属：パワー・ライズ[3]）